# Bransat
Bransat é uma comuna francesa na região administrativa de Auvérnia-Ródano-Alpes, no departamento Allier. Estende-se por uma área de 15,61 km². Em 2010 a comuna tinha 523 habitantes (densidade: 33,5 hab./km²).